# روبرت ماكدونالد
روبرت ماكدونالد (بالإنجليزية: Robert MacDonald)‏ (14 فبراير 1870 بملبورن في أستراليا - 7 مارس 1946 في كندا) هو لاعب كريكت أسترالي.

## وصلات خارجية
- روبرت ماكدونالد على موقع إي آس بي آن كريك إنفو (الإنجليزية)